# Bükkszék
Bükkszék est un village et une commune du comitat de Heves en Hongrie.